# Stewart Butterfield

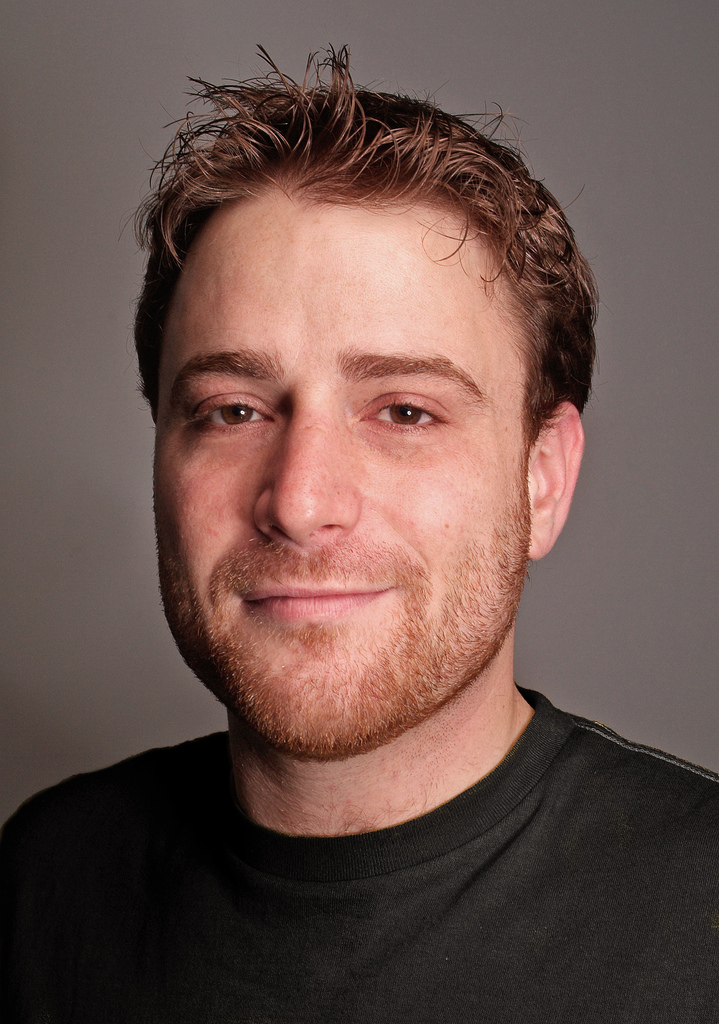
Stewart Butterfield (2006)

Stewart Butterfield (* 1973 in Kanada) ist ein kanadischer Unternehmer und Kaufmann. Er gründete das Fotoportal Flickr und das Mutterunternehmen Ludicorp mit seiner damaligen Frau Caterina Fake. Im März 2005 wurde Ludicorp und damit Flickr von Yahoo! aufgekauft. 2008 verließen Butterfield und Fake Yahoo. 2013 gründete er die Team-Software Slack.
2005 wurde er in der Liste der Top 50 Leiter in der Kategorie Unternehmer aufgeführt und mit einem TR35-Award als einer der besten 35 innovativen Unternehmer unter 35 Jahre (MIT's Technology Review) ausgezeichnet. 2006 wurde er in der Liste Time 100 der einflussreichsten Menschen der Welt genannt. Im selben Jahr war er auf dem Titelblatt des Magazins Newsweek abgebildet.
Butterfield absolvierte ein Studium an der Universität von Victoria, das er mit einem Bachelor of Arts (B.A.) in Philosophie abschloss, anschließend erlangte er einen Master of Philosophy der Universität von Cambridge.
Er lebt in San Francisco, Kalifornien und absolvierte 1991 die St. Michaels-Universitätsschule in Victoria.